# Португалско ескудо
Вижте пояснителната страница за други значения на ескудо.
Португалското ескудо (на португалски: Escudo português) е бившата национална валута на Португалия.
За първи път е въведено през 1722 г. 1 португалско ескудо е равно на 100 сентаво. Емитира се от Банка Португалия. Международният код на валутата е PTE.
Заменено е с еврото от 1 януари 2002 г.